# Rakebosten Ridge
Rakebosten Ridge är en bergstopp i Antarktis. Den ligger i Östantarktis. Norge gör anspråk på området. Toppen på Rakebosten Ridge är 2 737 meter över havet, eller 773 meter över den omgivande terrängen. Bredden vid basen är 6,8 km.
Terrängen runt Rakebosten Ridge är varierad. Trakten är obefolkad. Det finns inga samhällen i närheten.